# Scansion
La scansion est l'action de scander un vers, c'est-à-dire d'en analyser la métrique ou, plus précisément, d'en déterminer le schéma métrique ou modèle. Par extension, la déclamation du vers pour faire ressortir ce schéma métrique est aussi appelée scansion.
La scansion s'applique avant tout aux mètres quantitatifs, c'est-à-dire fonctionnant sur les oppositions de durée, notamment en sanskrit, en grec ancien et en latin pour se limiter aux langues indo-européennes anciennes. Dans la métrique antique en effet, le vers se décompose en positions « longues » ou « lourdes », qu'on marque par un macron (—), et en positions « brèves » ou « légères », qu'on marque par un micron (⏑). La séquence des — et des ⏑ s'organise ensuite en pieds élémentaires. Un ou plusieurs pieds constituent une mesure ou « mètre », d'où les appellations traditionnelles comme trimètre iambique (trois mètres iambiques comprenant chacun deux pieds, soit en tout six iambes) ou hexamètre dactylique (six mètres dactyliques comprenant chacun un pied). Une fois établi le découpage en pieds et en mesures, il reste à localiser la ou les césures qui, en métrique gréco-latine, surviennent souvent au milieu d'un pied.
Pour une langue comme le français, dont la métrique traditionnelle ignore toute distinction de quantité, on pourra appeler scansion une diction qui se borne à individualiser toutes les syllabes et à marquer les césures et les fins de vers (voir l'article Vers).
Pour les langues qui, comme l'anglais, connaissent une métrique « accentuelle », la scansion consistera alors à opposer des positions « fortes » (ou « accentuées ») à des positions « faibles » (ou « atones »).

## L'analyse prosodique en métrique quantitative
Les schémas métriques sont abstraits : ils ne sont pas spécifiques d'une langue donnée. Un même schéma (par exemple celui de l'hexamètre dactylique) peut en principe servir aussi bien en grec qu'en latin, ou dans n'importe quelle langue qui est prête à l'utiliser. On peut se représenter un schéma métrique comme une séquence de « cases vides », grandes ou petites, appelées positions et destinées à accueillir des syllabes : les syllabes d'un vers donné, dans une langue donnée. Un schéma métrique évoque également une ligne musicale, composée de blanches et de noires, mais sans paroles. On se souvient qu'il existe, pour les positions métriques, les deux catégories lourd (—), les « blanches », et léger (⏑), les « noires ».
La prosodie du latin, comme celle du grec, connaît les deux catégories long et bref pour lesquelles on tend à utiliser les mêmes signes (— et ⏑) qu'en métrique. Cette « homonymie » peut être source de confusion. Comme on le verra, il existe en effet des cas où des syllabes qu'on noterait ⏑ en vertu de la prosodie doivent finalement être scandées —, et vice-versa. Une difficulté supplémentaire provient du fait que la prosodie considère comme deux propriétés différentes, quoique partiellement liées, la quantité des voyelles et celle des syllabes, l'une n'étant pas toujours identique à l'autre pour une syllabe donnée.

### Syllabation
Les positions métriques constituant les schémas étant destinées à recevoir des syllabes, il faut examiner en premier lieu la syllabation des langues classiques, qui repose sur des conventions simples. On découpera en syllabes sans tenir compte des mots. Pour ce faire, on peut simplement considérer que le vers ne constitue qu'un seul long mot puis le découper en syllabes (attention à ne pas découper une diphtongue, vraie ou fausse, en deux voyelles) :
- Tityre, tu patulæ recubans sub tegmine fagi. (Virgile, Bucolique I, vers 1)

→ Tityretupatulærecubanssubtegminefagi.
→ Ti.ty.re.tu.pa.tu.læ.re.cu.bans.sub.teg.mi.ne.fa.gi.
- Χρυσέῳ ἀνὰ σκήπτρῳ, καὶ λίσσετο πάντας Ἀχαιούς. (Homère, Iliade, I, vers 15).

→ Χρυσέῳἀνὰσκήπτρῳκαὶλίσσετοπάντασἀχαιούς.
→ Χρυ.σέ.ῳ.ἀ.νὰσ.κήπ.τρῳ.καὶ.λίσ.σε.το.πάν.τα.σἀ.χαι.ούς.
Le point marquant les séparations de syllabes, on retiendra de ces exemples que :
- chaque syllabe ne compte qu'une voyelle ou une diphtongue ;
- une seule consonne suivant, dans le même mot ou non, une voyelle fait partie de la syllabe suivante (Ti.ty.re et non *Tit.yr.e, χρυ.σέ.ῳ et non *χρυσ.έ.ῳ) ;
- sauf exception, de deux consonnes (ou plus) suivant une voyelle, la première appartient à la même syllabe que cette voyelle, la seconde (et les suivantes) à la syllabe suivante (teg.mi.ne et non *te.gmi.ne ou *tegm.i.ne, λίσ.σε.το et non *λίσσ.ε.το ou *λί.σσε.το). Le cas de consonnes suivies de liquides (l et r), voire de nasales (n et m), est traité plus loin.

Il convient de distinguer les syllabes ouvertes (c'est-à-dire dont le noyau ou nucleus vocalique n'est suivi d'aucune consonne ou coda) des syllabes fermées (dont le nucleus est suivi d'une coda). Par exemple, le mot latin arma se découpe en ar.ma. La première syllabe, ar, est fermée : son nucleus, a, est suivi par une coda, r. La seconde est ouverte : il n'y a rien après son nucleus, a.

### Quantité des syllabes
Dans certains cas, il est possible de connaître la quantité d'une syllabe sans se préoccuper de celle de sa voyelle. Dans d'autres cas, celle-là se déduit de celle-ci.

#### Syllabe longue
Est longue une syllabe contenant :
- une voyelle longue en syllabe ouverte. On parle alors de longueur par nature :
  - δώρῳ = δώ+ρῳ = — — (ω est une voyelle longue),
  - en latin : ā+mās = — —,
- une voyelle, peu importe sa quantité prosodique, en syllabe fermée. Dans ce cas, la syllabe est dite longue par position :
  - ἐξ = — → bien que ε soit une voyelle brève, elle est suivie de deux consonnes prononcées ; dans καλὸν δαιδάλεον la syllabe -λὸν est scandée – car ο, bien que prosodiquement brève, est suivie de deux consonnes,
  - en latin : rex = — ; dans Jovis pax, la syllabe -vis est scandée — bien que le i soit ici prosodiquement bref.

##### Lettres doubles
On prendra bien garde au fait suivant : le grec et le latin utilisent des signes uniques notant deux consonnes (on les nomme parfois lettres doubles), lesquelles allongent donc automatiquement la syllabe :
- grec : ζ = [zd] à l'époque classique, puis [zz] à l'époque hellénistique (Mais pas [dz], valeur que cette lettre n'a jamais eue.), ξ = [ks], ψ = [ps] ;
- latin : j (écrit aussi i) = [jj], x = [ks], z = [zz] (ces deux dernières lettres sont empruntées au grec).

Note : pour ζ / z et j, on pourrait tout aussi bien noter [zː] et [jː], soient respectivement « /z/ long » et « /j/ long ».
Ainsi, on scande :
- πεζός = — ⏑, ἄξω = — —, ἔρριψα = — — ⏑ ;
- ejus = — ⏑, pax = —, gaza = — ⏑.

Les consonnes aspirées grecques (θ = [tʰ], φ = [pʰ], χ = [kʰ]), cependant, ne sont pas à considérer comme des lettres doubles. De plus, l'aspiration initiale [h], matérialisée par l'esprit rude, ne compte pas pour une consonne : dans λόγον ὑπέρϐαλε, la syllabe -γον est scandée U alors que, phonologiquement, l'on a /lógon hupérbale/.

##### Placement des deux consonnes
Si les deux consonnes appartiennent à la syllabe suivante, la syllabe n'est pas allongée. On peut symboliser cela ainsi :
- VoyelleConsonne+C → syllabe longue par position ;
- V+CC → syllabe ouverte longue ou brève selon la longueur de la voyelle.

Par exemple, la syllabe -gĕ dans lege stator est scandée U. Cette règle n'est cependant valable, formulée ainsi, qu'en latin. Pour le grec, il suffit que deux consonnes suivent une voyelle, quelle que soit la place des consonnes, pour que la syllabe soit allongée : la syllabe -γᾰ dans μέγα στύγος est scandée —.
On verra au paragraphe suivant qu'au cours du temps s'est développé un cas particulier, cependant.

###### Groupes avec liquide (et nasales pour l'ionien-attique)
Ce qui suit découle directement de la règle précédente.
On nomme traditionnellement liquides les consonnes /r/ et /l/. Celles-ci suivent un traitement particulier dans la scansion. En effet, quand elles sont précédées d'une autre consonne (b, c [k], d, f, g, p et t pour le latin, β, γ, δ, θ, κ, π, τ, φ et χ pour le grec), elles ne forment pas forcément un groupe de deux consonnes susceptible d'allonger la syllabe précédente.
Ainsi, on peut considérer que patris se scande pat.ris = — ⏑ ou pa.tris = ⏑ ⏑, ce qui fait dire à certains théoriciens que la syllabe pa est prosodiquement commune, c'est-à-dire à volonté longue ou brève. De même en grec : πατρός vaut πατ.ρός = — ⏑ ou πα.τρός = ⏑ ⏑. Ce second traitement (dit correptio attica « correption attique ») est étranger à la langue d'Homère et ne se rencontre pratiquement qu'en ionien-attique, qui l'étend du reste aux groupes consonne + nasale (μ ou ν). La langue homérique l'ignore donc et l'on scande toujours πατ.ρός = — ⏑ (on note quelques licences poétiques, cependant, permettant d'éviter des rythmes impossibles dans le vers).
En sorte, cela confirme que l'allongement de la syllabe ne se fait que si l'une des deux consonnes appartient déjà à la syllabe à allonger, qui est alors fermée : V+CC n'allonge pas, au contraire de VC+C.

###### Les consonnes /w/ etqu
En grec
En grec, le phonème /w/ (de ouate /wat/), hérité de l'indo-européen, s'est rapidement amuï. Bien qu'encore utilisé en mycénien, il disparaît dès le premier millénaire avant l'ère chrétienne, sauf dans certains dialectes. Le grec d'Homère étant une langue composite, certains des mots employés venant de l'ionien conservent un ancien /w/, qui n'est cependant pas écrit, consonne que la scansion permet de faire apparaître pour expliquer des allongements qui, sinon, sembleraient irréguliers. De plus, les formes homériques avec /w/ sont confirmées par l'étymologie (ce ne sont donc pas des licences poétiques). Pour des raisons historiques, on note la consonne au moyen de la lettre digamma ─ Ϝ en capitale, ϝ en minuscule ─ utilisée dans certaines versions de l'alphabet grec pour rendre les sons [w] ou [v].
Le phonème /w/ étant une consonne, il peut donc jouer dans la quantité des syllabes :
- allongement par position :
  - digamma en début de mot : ὃς εἴδει… → doit être lu ὃς ϝείδει, ce qui permet de scander — — — et non ⏑ — — (on syllabifie ὃσ.ϝεί.δει et non ὃ.σεἴ.δει),
  - digamma dans un mot : ἐκερέω → ἐκϝερέω = — ⏑ ⏑ — et non ⏑ ⏑ ⏑ — (ἐκ.ϝε.ρέ.ω et non ἐ.κε.ρέ.ω),
- empêchement de la correption (abrègement d'une voyelle longue ou d'une diphtongue en fin de mot en hiatus ; voir plus bas) : ἀλλ' ἤτοι ἔπεσιν → ἀλλ' ἤτοι ϝέπεσιν = — — — ⏑ ⏑ et non — — ⏑ ⏑ ⏑ ;
- empêchement de l'élision : κατὰ ἄστυ → κατὰ ϝάστυ (on attendrait sinon « κατ' ἄστυ »).

En latin
En latin, la consonne /w/ est normalement notée au moyen du même signe que la voyelle /u/. Ce n'est que dans les éditions modernes qu'on les distingue (v = [w] et u = [u] ; ce sont les « lettres ramistes »). Cette notation, cependant, n'est pas sans ambiguïtés : en effet, si v est toujours une consonne, u peut aussi l'être :
- dans le digramme qu : u ne constitue pas un phonème mais l'appendice labio-vélaire du phonème complexe /kʷ/. Qu ─ toujours devant voyelle ─ ne compte donc que pour une seule consonne. Ăquă se scande ⏑ ⏑ : qu seul ne peut allonger une syllabe ;
- cu devant voyelle ne vaut jamais /kʷ/ mais /kw/, deux consonnes, qui peuvent donc allonger la syllabe précédente ;
- gu devant voyelle ne forme pas un digramme (il n'existe pas de phonème /gʷ/ en regard de /kʷ/. Cependant, devant voyelle, gu est parfois réalisé /gw/, ce qui fait deux consonnes, parfois /gu/ (consonne + voyelle). Il n'est pas possible de trancher de manière péremptoire. Par exemple, dans lingua, on lira /lin.gwa/ = — — mais arguet vaudra /ar.gu.et/ = — ⏑ ⏑ ;
- devant u devant voyelle et précédé d'autres consonnes peut être lu /w/ : suadeo /swa.de.o/.

#### Syllabe brève
Est brève une syllabe contenant une voyelle brève dans une syllabe ouverte.
- λόγος = λό.γος = ⏑ ⏑ (λό- est une syllabe contenant une voyelle brève dans une syllabe ouverte ; -γος contient une voyelle brève suivie d'une seule consonne) ;
- de même en latin : tămĕn = tă.mĕn = ⏑ ⏑.

Identifier une syllabe brève demande nécessairement ─ mais cela n'est pas suffisant ─ qu'on sache que sa voyelle est brève. Aucune règle générale ne permettant de le déterminer, cette connaissance repose sur une étude détaillée de la quantité prosodique.

### Quantité des voyelles
Déterminer qu'une syllabe est longue est plus aisé que pour les syllabes brèves. En effet, ces dernières ne peuvent être considérées comme telles que si l'on est sûr de la quantité de la voyelle alors que pour les syllabes longues la présence de deux consonnes suivant une voyelle, le cas échéant, suffit.
Chaque voyelle du grec ou du latin (mais aussi du sanskrit et de nombreuses autres langues) possède une quantité intrinsèque que la pratique, le dictionnaire et la graphie peuvent aider à déterminer : mălŭs, « méchant », mālŭs, « pomme », ἔργον /ĕrgŏn/, « travail », θρῦλος /thrūlŏs/, « rumeur », etc. Cette quantité intrinsèque va, directement ou non, permettre de déterminer la scansion.

#### Voyelles brèves

##### En grec ancien
L'alphabet grec est moins ambigu que le latin : en effet, les voyelles notées ε / e et ο / o sont toujours brèves (par opposition à η / ê et ω / ô, toujours longues). Les lettres α / a, ι / i et υ / u restent ambigües : elles peuvent représenter aussi bien ᾰ / ă, ῐ / ĭ et ῠ / ŭ que ᾱ / ā, ῑ / ī et ῡ / ū. Ainsi, un mot comme ἔλεγον / élegon peut être directement scandé ⏑ ⏑ ⏑.
Dans le vers épique (l'hexamètre dactylique), il peut arriver qu'une voyelle longue en fin de mot en hiatus avec la voyelle initiale d'un mot suivant s'abrège. Ce phénomène ne peut bien sûr pas se produire si la voyelle longue se trouve sur le temps fort du pied. On nomme cela la correptio epica. Par exemple, ἄνδρα μοι (ἔννεπε) / ándra moi (énnepe) se scandera comme un dactyle — ⏑ ⏑ et non — ⏑ — car -οι / -oi est abrégé par correption devant le ἐ- / e- suivant. Cette correption ne serait pas possible si μοι / moi constituait le premier temps du pied car celui-ci, dans un hexamètre dactylique, est nécessairement long. Ainsi, μοι ἐπὶ / moi epì serait bien scandé — ⏑ ⏑.

##### En latin
L'alphabet latin, bien que ne permettant pas de distinguer les quantités (du moins tel qu'on l'écrit actuellement), offre un autre indice. En effet, dans cette langue (mais pas en grec), une voyelle en hiatus (suivie d'une autre voyelle) dans un même mot est abrégée, vocalis ante vocalem corripitur (même si un h les sépare) : les i dans les mots suivants peuvent donc être identifiés comme brefs : nĭhil, omnĭa, filĭus. Cette règle souffre cependant quelques exceptions :
- le e radical de la 5e déclinaison reste long entre deux i : diēi mais rĕi ;
- dans la déclinaison pronominale, la désinence de génitif -ius se scande le plus souvent -īus ;
- dans les formes sans -r du verbe fieri, le i radical est long : fīat mais fĭerem.

D'autre part, une voyelle finale suivie d'une seule consonne autre que -s est brève : legĭt, amĕm, tamĕn, sorŏr. Suivie de s, la quantité d'une telle voyelle ne peut être déterminée (sauf pour -ās et -ōs, toujours longues). Dans les monosyllabes, cette règle ne fonctionne pas systématiquement, cependant.

#### Voyelles longues

##### En grec ancien
Les voyelles η et ω sont toujours longues.
Les diphtongues sont longues, même les fausses : αι, ει, οι, αυ, ευ et ου. Les diphtongues à premier élément long ne sont pas considérées plus longues encore : ᾳ (c'est-à-dire « ᾱι »), ῃ (= « ηι »), ῳ (« ωι ») et ηυ. Ainsi, l'iota souscrit ne pouvant se trouver que sous une voyelle longue, un ᾳ ne peut être que long.
Toute voyelle issue d'une contraction est longue : le -α de l'impératif τίμα est donc long puisque la forme remonte à *τίμαε.
En finale, les désinences -οι et -αι, qui sont considérées courtes (sauf à l'optatif et dans certains adverbes), sont à scander —. Ainsi, λῦσαι /lūsăi̯/ est scandé — —.
Comme seules les voyelles longues peuvent porter l'accent circonflexe, celui-ci permet d'identifier une longue quand il s'agit de ᾶ, ῖ et ῦ (ῆ et ῶ étant déjà visiblement longues par la seule présence de η et ω).
Les voyelles longues peuvent subir la correption.

##### En latin
Les diphtongues sont toujours longues : ae, oe, au et eu.
En finale, -as et -os ont toujours une voyelle longue : -ās et -ōs.
Les voyelles issues, par monophtongaison, d'une diphtongue restent longues. Certaines monophtongaisons ne peuvent être décelées qu'en étudiant l'histoire de la langue. D'autres sont cependant facilement visibles : ce sont celles issues de l'apophonie. Connaître le radical d'un verbe permet de déterminer qu'une monophtongaison a pu se produire :
- sur le radical de caed-o, on obtient le parfait à redoublement ce-cīd-i. Il est évident que le i du radical provenant de ae, il reste long ;
- le radical claud-o permet d'obtenir des dérivés en -clūd, dont la voyelle centrale est issue de /au/ : se-clūd-o, con-clūd-o, in-clūd-o, re-clūd-o, ex-clūd-o, etc.

De même, les voyelles issues d'une contraction sont nécessairement longues. La contraction est cependant un phénomène très fréquent en latin qui demande, encore une fois, une certaine connaissance historique. Certains cas sont cependant faciles à retenir :
- génitif contracté : le génitif des noms de la deuxième déclinaison en -ius ou -ium sont normalement * ii. On trouve cependant très fréquemment (et c'est en fait la forme la plus ancienne) une voyelle contracte -ī : sestertius → sestertii / sestertī, consilium → consilii / consilī, etc. ;
- vocatif contracté : les mêmes noms (au masculin) en -ius ont un vocatif en -ī issu d'une contraction : filius → filī ! ;
- parfait et plus-que-parfait contractés : dans la conjugaison, les parfaits en -avi, -avisti, etc. ou -ivi, -ivisti, etc., et les plus-que-parfaits en -veram, -veras, etc. qui en découlent, peuvent être « syncopés » (par amuïssement du v intervocalique puis contraction éventuelle des voyelles en contact). Les voyelles en résultant sont bien sûr longues : audivisti → audīsti, amavisti → amāsti, deleveram → delēram, etc. ;
- autres contractions à connaître : nihil → nīl, *ne(h)emo (c'est-à-dire ne homo) → nēmo, mihi → mī, etc.

### Élisions
Les voyelles en hiatus entre deux mots sont le plus souvent élidées. Elles ne comptent donc plus dans la mesure du vers.
Les élisions et aphérèses (élisions inverses) grecques ne soulèvent aucune difficulté : en effet, elles sont toutes remplacées par l'apostrophe : ἀλλά ἐγώ → ἀλλ’ ἐγώ, ὦ ἄναξ → ὦ ῎ναξ.
Les élisions du latin, en revanche, sont plus gênantes puisque rien, dans l'écriture, ne les indique. Or, une voyelle élidée ne compte plus dans le vers. La règle est la suivante : toute voyelle (brève, longue, diphtongue) en fin de mot est élidée devant un mot débutant par une voyelle. Deux détails sont notables :
- la consonne écrite h n'empêche pas l'élision : vidi homines se scande comme si l'on écrivait vid'homines ;
- le -m en fin de mot, dès l'époque classique, ne se prononçait plus. Il n'empêche donc pas non plus l'élision : hominum agmen se lit hominu agmen, d'où homin'agmen.

### Synérèses
La synérèse (ou synizèse) est le fait de lire en une seule syllabe deux voyelles qui ne forment normalement pas une diphtongue (c'est une sorte de contraction par coalescence dans laquelle les deux voyelles gardent leur identité). La voyelle ou la diphtongue en résultant est longue (mais peut être abrégée par correption). C'est une licence poétique qu'il faut parfois supposer pour scander correctement un vers. Il n'est donc pas possible de donner des règles immuables quant à son emploi.
En voici quelques exemples (pour la scansion du vers et non des seules syllabes, voir plus bas) :
- Pasco libatis dapidus. Prout cuique libido est (Horace, Satires 2, 6, 67) ;

Dans ce vers, prout doit être lu en une seule syllabe longue (rappelons que ou n'est pas une diphtongue en latin), soit /prowt/ (ou encore, en API, [prou̯t] voire [pro̯ut]). Dans ce vers prout est donc scandé — au lieu de ⏑ — ;
- Μῆνιν ἄειδε θεὰ Πηληϊάδεω Ἀχιλῆος (Homère Iliade I, 1).

Il faut lire la syllabe -δεω avec une synérèse.
On ne peut vraiment savoir comment toutes les synérèses étaient prononcées : en effet, si prout [pro.ut] peut facilement être réalisé [prou̯t], il n'est pas aisé de déterminer comment -δεω se disait. Était-ce une diphtongue ? Une voyelle longue ?

## Déterminer les pieds et la césure
Une fois que l'on a déterminé la quantité de chaque syllabe dont on peut déduire la quantité, il faut découper le vers en pieds, trouver la place des ictus, puis placer la césure. Chaque mètre ayant ses propres règles de scansion, on renverra à deux exemples pour se donner une idée de la méthode à suivre :
- méthode pour scander un hexamètre dactylique (voir aussi Hexamètre dactylique) ;
- méthode pour scander un trimètre iambique (voir aussi Trimètre iambique).

Il existe cependant des règles générales qui doivent être mentionnées ici.

### Substitutions par contraction et résolution
On l'a vu, il n'existe que deux catégories métriques, la catégorie longue, ou lourde (qui équivaudrait par exemple à une blanche), et la catégorie brève, ou légère (une noire). Or, deux noires valant une blanche, il est souvent possible de remplacer, dans un pied, une position longue attendue par deux brèves ou deux brèves attendues par une longue :
- contraction : ∪ ∪ → — ;
- résolution : — → ∪ ∪.

Les possibilités de résolution et de contraction dépendant cependant du mètre. Par exemple, il est possible, dans l'hexamètre dactylique, de transformer chaque dactyle (| — ∪ ∪ |) en un spondée (| — — |). Ce n'est cependant pas vrai dans les pentamètres des distiques élégiaques où les deux derniers dactyles ne peuvent être des spondées. Il faut donc se reporter au schéma de chaque vers pour connaître les substitutions possibles.

### Syllabeanceps(indifférenciée)
À la fin de tout vers, la dernière position est dite indifférenciée (syllaba anceps en latin). Cela signifie qu'elle peut accueillir n'importe quelle syllabe, qu'elle soit prosodiquement longue ou brève. Dans certains mètres, d'autres positions que la dernière peuvent être anceps.

## Interrogations et problèmes d'interprétation: comment dire les vers antiques?
Dire (ou chanter) des vers est un art, et rien ou presque ne nous renseigne sur la pratique de cet art dans l'Antiquité. Ce qu'on connaît bien aujourd'hui est une scansion « scolaire » dont la seule prétention est, sans guère d'égard à l'exactitude historique, de rendre apparent le schéma métrique. Cette scansion scolaire repose en théorie sur la « quantité » des syllabes, mais elle enseigne que des syllabes aussi différentes que mā, măs, măns, mās ou māns auraient la même propriété, à savoir qu'elles seraient longues. Or, la réalité était peut-être tout autre : qui nous dit que, dans la perception intime qu'un locuteur romain lambda pouvait avoir de la prosodie de sa propre langue, toutes ces syllabes était effectivement perçues comme de longueur équivalentes ? Pour la phonétique acoustique, en effet, măns tendra à être plus longue que măs (il y a une consonne de plus) et māns que măns. On devrait donc considérer qu'il existe divers degrés de quantité syllabique, dans l'ordre croissant : voyelle longue → voyelle longue + consonne → voyelle longue + consonne + consonne, etc. De ces syllabes pas très longues, assez longues, longues, très longues, extra-longues, ce serait donc la métrique (plus que la prosodie) qui forcerait l'équivalence, en offrant une seule catégorie pour les accueillir toutes ?
Comment ceux qui chantaient le vers avec art géraient-ils ces tensions ? Aujourd'hui, on ne sait pas, par exemple, s'il faut distinguer la prononciation d’une syllabe qui est longue à la fois par nature et par position (māns) d'une syllabe qui n'est longue que par position (măns)… De plus, on ne peut souvent pas déterminer quel est le support exact de la quantité syllabique. Quand une syllabe est longue par position et que sa voyelle est brève, comment soutenir sa longueur de manière que, en scansion, elle dure deux fois plus qu'une syllabe brève ? Dans une syllabe comme ăp.(tus), il sera très difficile de faire reposer l'impression de longueur sur la coda, composée d'une occlusive qu'on aura beaucoup de peine à « tenir » aussi longtemps qu'une voyelle. Malgré tous les efforts, ăp risque de paraître plus bref que ā. Est-il plausible que, à elle seule, l'absence de désocclusion qui caractérise la coda des syllabes fermées soit responsable de leur « longueur » ?
Telles sont les questions qu'il faut se poser dès lors qu'on essaie de dépasser le stade de la scansion « scolaire ». Souvent, les lectures « restituées » qu'on peut entendre « trichent » : le lecteur, en effet, allonge les voyelles brèves des syllabes longues par position… D'autres, cependant, apportent une réponse différente et tendent à respecter plus exactement la prosodie en n'allongeant pas les voyelles brèves des syllabes longues par position, mais en prolongeant les consonnes, de sorte que l'impression auditive de durée leur soit bien dues, et non aux seules voyelles. Dans cette idée, la première syllabe dans ap.tus sera dite [ap¬tus] (API), avec un [p] sans désocclusion prolongé par une légère pause qui, de fait, rendra la syllabe longue (mais sans le support de la voix : une prononciation moins rigoureuse rendrait cette syllabe ainsi : [aːptus]).

## Au théâtre
Le corps est l'outil qui donne la voix juste. L'acteur doit être souverain, l'actrice doit être souveraine, dans leur art. Mais la phonation est paradoxale : elle est tension vers le destinataire, mais pression aussitôt que la voix atteint ce destinataire. Elle est une action physique. Cette action physique passe, de sa propre mécanique, dépendante des corps, par des points culminants. Ces points délivrent une scansion, différente de la scansion donnée par les syllabes du texte. Le texte donne une scansion logique, le corps donne une scansion énergétique. L'actrice, l'acteur, doivent rechercher une sensibilité en contrepoint, dans le sens musical du terme, entre ces deux scansions. Ainsi, on peut rendre la diction corporellement nécessaire. Ce travail en échos entre l'énergie physique et la voix assurera la souveraineté et la naissance d'émotions théâtrales justes.

#### Théorie
- Introduction to Greek Meter.

#### Écouter les vers antiques scandés
- (en) Homeric Singing ─ An Approach to the Original Performance, comment chanter Homère dans une prononciation la plus fidèle possible. On pourra aussi trouver d'autres lectures.
- (en) Society for the Oral Reading of Greek and Latin literature, site incontournable offrant plusieurs extraits latins et grecs en prononciation restituée dont certains de Stephen Daitz, considéré comme l'un des pionniers de la lecture fidèle. L'extrait des Oiseaux d'Aristophane (ici) est particulièrement réussi.
- (en) Viva Voce, Roman Poetry Recited, récitations de vers latins dans une prononciation restituée.